# Traite des fourrures en Sibérie

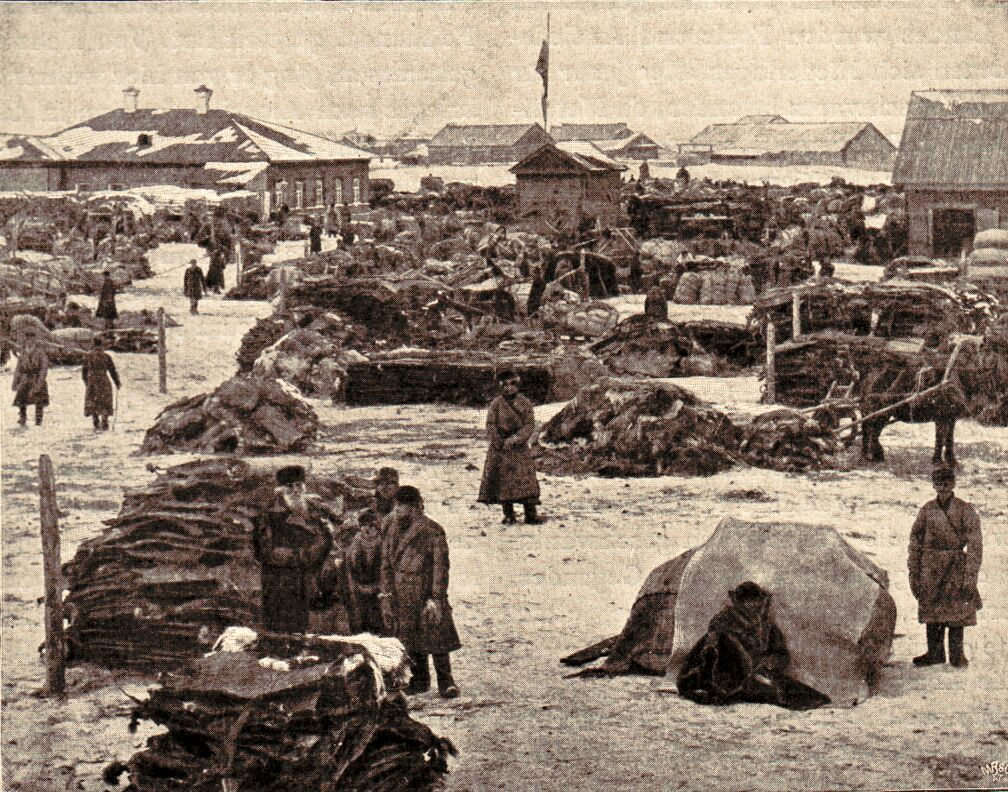
Marché des fourrures à Irbit

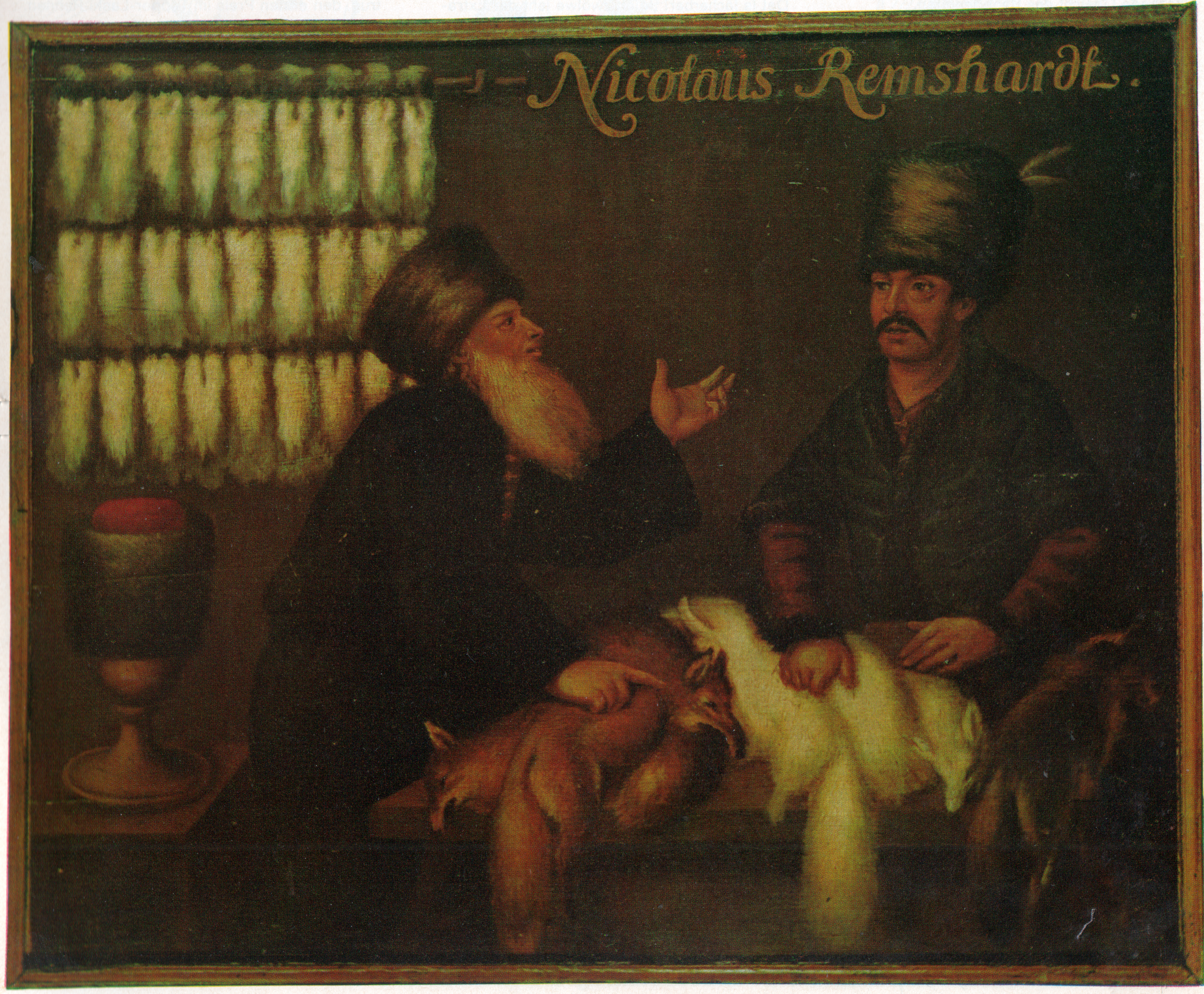
Marchands sibériens à Leipzig, premier tiers du XIXe siècle

La traite des fourrures en Sibérie consiste en la chasse, la transformation et le commerce de ces fourrures. Sa pratique commerciale a commencé au XVIe siècle, avec la russification de la Sibérie, et se poursuit jusqu'à nos jours.

## Histoire
La pratique de la chasse pour la fourrure en Sibérie a commencé avec la venue des Russes. Sa pratique commerciale a commencé au XVIe siècle, a culminé au siècle suivant et se poursuit de nos jours.
Avant la colonisation des Amériques, la Russie était le plus gros producteur de fourrure. Elle exportait majoritairement vers l'Europe de l'ouest et l'Asie. La principale ville d'exportation était Leipzig en Allemagne. Les fourrures les plus exploitées étaient celles de la marte, du castor, du loup, du renard, de l'écureuil et du lièvre. La découverte par l'Europe de l'Amérique du nord fit de cette dernière un acteur majeur du commerce de la fourrure.
La traite de la fourrure en Sibérie a encouragé la conquête russe de la Sibérie.